# Lambertella himalayensis
Lambertella himalayensis är en svampart som beskrevs av V.P. Tewari & D.C. Pant 1967. Lambertella himalayensis ingår i släktet Lambertella,  och familjen Rutstroemiaceae.   Inga underarter finns listade.